# Una donna in carriera
Una donna in carriera (Working Girl) è un film commedia di Mike Nichols del 1988. Il film è stato vincitore di sei Golden Globe e di un Oscar per la migliore canzone; la pellicola valse inoltre la nomination agli Oscar a Melanie Griffith come miglior attrice protagonista, a Sigourney Weaver e Joan Cusack come migliori attrici non protagoniste.

## Trama
Tess McGill è una giovane segretaria che vive alla periferia di New York e lavora a Manhattan.
Desiderosa di sfondare nell'alta finanza e restia ad accontentarsi della vita ordinaria che conducono molte sue colleghe, Tess rifiuta sistematicamente di scendere a compromessi e, nel giro di sei mesi, arriva a cambiare postazione e dirigente di lavoro quattro volte.
La direttrice dell'ufficio del personale della società per cui lavora le offre un'ultima possibilità: lavorare come segretaria per il "boss" Katherine Parker nel settore fusioni e acquisizioni. Tess accetta e subito inizia a seguire i consigli del nuovo capo, che la invita ad eleggerla suo modello per avere, un domani, successo. Parker si dimostrerà subito capricciosa e dispotica, divertita dal fatto di essere coetanea della sua segretaria e di essere in una posizione di vantaggio.
Tess confida a Parker una propria idea di progetto finanziario che potrebbe interessare le Trask Industries; Parker la dissuade invitandola a portarle altre idee, ma in realtà si appropria dell'idea della segretaria e cerca di tenerla all'oscuro. Quando Parker si frattura una gamba su una pista da sci e resta costretta a letto per due settimane, Tess scopre del furto dell'idea e decide di riappropriarsi del proprio progetto. Si spaccerà per un boss della finanza del calibro di Parker e, coinvolgendo un agente di un altro studio, di cui s'innamorerà e che si scoprirà poi essere il fidanzato di Katherine Parker, arriverà al suo scopo.

## Critica
Il film è stato definito una versione anni ottanta della fiaba di Cenerentola. Come quest'ultima, infatti, Tess è costretta a compiere mansioni umili per capi che la maltrattano. Il suo riscatto, diversamente dalla fiaba, non sarà semplicemente l'incontro con il principe azzurro (qui un affascinante socio in affari), ma la capacità di ottenere la posizione che merita e la stima degli altri. Altri critici hanno anche visto delle affinità con il personaggio di Eliza Doolittle in My Fair Lady.

## Premi e riconoscimenti
- 1989 -  Premio Oscar
  - Miglior canzone (Let the River Run) a Carly Simon
  - Candidatura Miglior film a Douglas Wick
  - Candidatura Migliore regia a Mike Nichols
  - Candidatura Miglior attrice protagonista a Melanie Griffith
  - Candidatura Miglior attrice non protagonista a Joan Cusack
  - Candidatura Miglior attrice non protagonista a Sigourney Weaver
- 1989 - Golden Globe
  - Miglior film commedia o musicale
  - Miglior attrice in un film commedia o musicale a Melanie Griffith
  - Miglior attrice non protagonista a Sigourney Weaver
  - Migliore canzone (Let the River Run) a Carly Simon
  - Candidatura Migliore regia a Mike Nichols
  - Candidatura Migliore sceneggiatura a Kevin Wade
- 1990 - Premio BAFTA
  - Candidatura Miglior attrice protagonista a Melanie Griffith
  - Candidatura Miglior attrice non protagonista a Sigourney Weaver
  - Candidatura Miglior colonna sonora a Carly Simon
- 1989 - Boston Society of Film Critics
  - Miglior attrice protagonista a Melanie Griffith
  - Miglior attrice non protagonista a Joan Cusack

## Serie TV
Dal film è stata anche tratta una breve serie TV omonima trasmessa dalla NBC, interpretata da Sandra Bullock nel ruolo di Tess McGill. La serie durò solo 12 episodi, dei quali sono stati trasmessi solo i primi 8.